# Rodri Hernández
Rodrigo Hernández Cascante (Madrid, 22 de junio de 1996), más conocido como Rodri, es un futbolista español que juega como centrocampista en el Manchester City F. C. de la Premier League. Es internacional absoluto con la selección de España desde 2018 y ganador del Balón de Oro en 2024.
Después de formarse en el Villarreal Club de Fútbol y su paso por el Atlético de Madrid en la Primera División de España, se unió al Manchester City de la Premier League en 2019. Ayudó al equipo a ganar cuatro títulos de liga consecutivos en las temporadas 2020-21, 2021-22, 2022-23 y 2023-24. En la temporada 2022-23, formó parte del equipo que consiguió un histórico triplete continental de clubes. Este triplete incluyó el primer título de la Liga de Campeones de la UEFA del club citizen, con Rodri anotando el único gol en la final contra el Inter de Milán y siendo nombrado como Mejor Jugador de la Temporada del torneo.
Hizo su debut con la selección absoluta el 23 de marzo de 2018 y representó a su país en la Eurocopa 2020, la Copa Mundial de la FIFA 2022, la Liga de Naciones de la UEFA 2022-23 y la Eurocopa 2024, levantando estas dos últimas competiciones. A título individual en la Liga de Naciones obtuvo el galardón de mejor jugador de la fase final del torneo y en la Eurocopa fue nombrado Jugador del Torneo. En octubre de 2024 recibió el Balón de Oro, tratándose del segundo futbolista español masculino en conseguir dicho galardón, tras Luis Suárez Miramontes.

## Trayectoria

### Inicios
Natural de Villanueva de la Cañada, creció en la urbanización de Villafranca del Castillo. Se inició como futbolista en las filas del CD Villanueva de la Cañada, donde permaneció hasta los diez años de edad. En 2006 continuó su carrera en las filas del Rayo Majadahonda, donde coincidió con Lucas Hernández y logró el título de su categoría. En esa temporada el nuevo director deportivo del Atlético de Madrid, José María Amorrortu, se fijó en él y mandó al técnico Santi Expósito a que le hiciera un seguimiento que superó con nota. Finalmente, en el verano de 2007 se incorporó a las categorías inferiores del Atlético de Madrid junto a Lucas y Theo Hernández. En 2012, en su primera temporada como juvenil, se fracturó los huesos del cúbito y el radio estando varios meses de baja. En verano de 2013 dejó el club rojiblanco y fichó por el Villarreal C. F., donde comenzó a jugar en su equipo juvenil. El 7 de febrero de 2015 debutó en Segunda B, con el Villarreal C. F. "B", frente al filial del R. C. D. Espanyol.

### Villarreal
El 17 de diciembre de 2015, debutó con el Villarreal C. F., en un partido de Copa, ante la SD Huesca (2-0) bajo las órdenes de Marcelino García Toral. Cuatro meses después debutó en Primera División, en el Estadio de Vallecas, frente al Rayo Vallecano (2-1). De cara a la campaña 2016-17, se incorporó definitivamente al primer equipo castellonense, actuando principalmente como recambio de Bruno Soriano. En la temporada 2017-18 se consolidó en el equipo titular, siendo una de las revelaciones del campeonato liguero. Al final de la misma, anunció que no formaría parte del club amarillo de cara a la siguiente temporada.

### Atlético de Madrid
El 24 de mayo de 2018, se confirmó su traspaso al Atlético de Madrid a cambio de unos 20 millones de euros. El 15 de agosto debutó como rojiblanco en la final de la Supercopa de Europa, ante el Real Madrid, donde se proclamó campeón (2-4). En el club madrileño se hizo rápidamente con la titularidad y marcó su primer gol en la victoria (3-2) ante el Athletic Club en noviembre.

### Manchester City

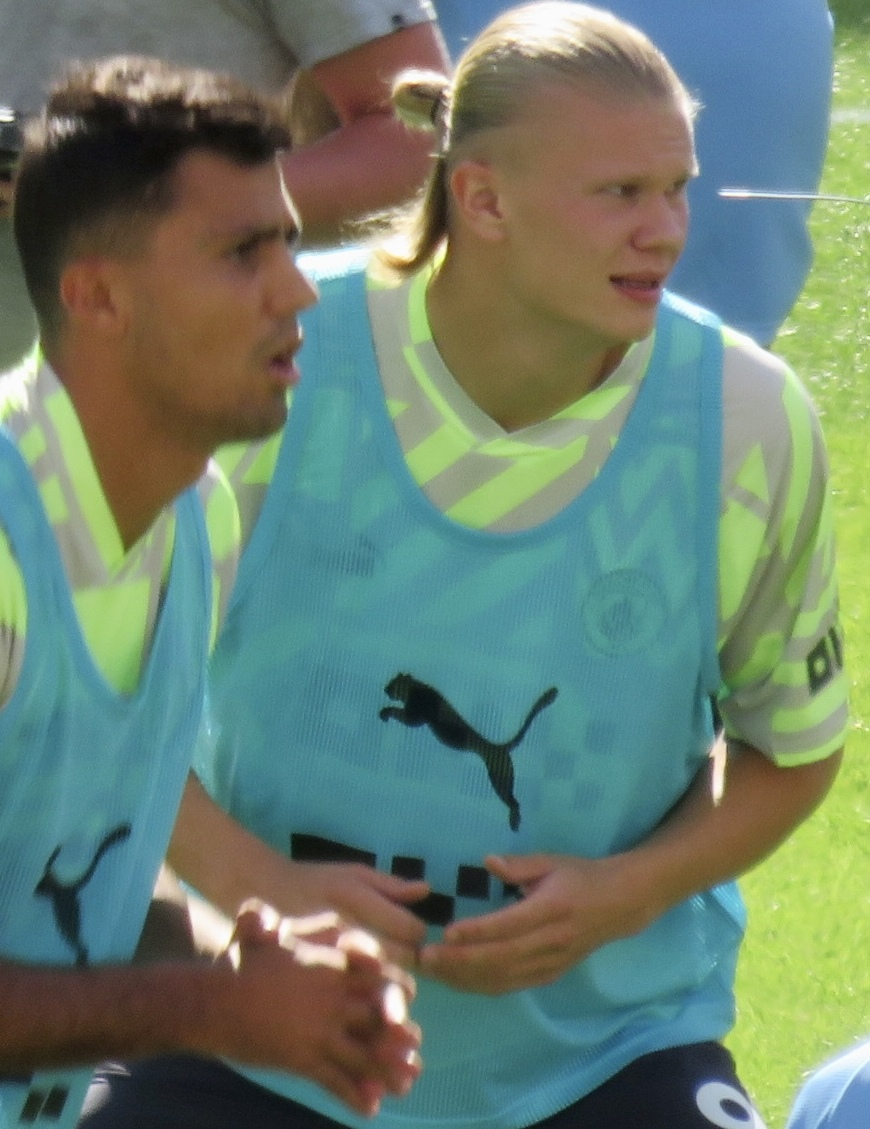
Rodri y Erling Haaland calentando con el Manchester City en 2022.

El 3 de julio de 2019, firmó con el Manchester City de Pep Guardiola, que pagó su cláusula de rescisión cifrada en setenta millones de euros.
El 10 de junio de 2023, entró en la historia del club inglés al ser el autor del gol que les permitió ganar por primera vez la Liga de Campeones de la UEFA.
El 28 de octubre de 2024, un mes después de sufrir una grave lesión de rodilla, fue galardonado por la revista France Football con el premio Balón de Oro de 2024, por delante de Vinicius Júnior y Jude Bellingham del Real Madrid.

## Selección nacional

### Categorías inferiores
Ha sido internacional en las categorías inferiores de la selección española.

### Absoluta
En marzo de 2018 fue convocado para disputar dos amistosos contra las selecciones de Alemania y Argentina. El 23 de marzo debutó en el amistoso ante Alemania, siendo el futbolista más joven en debutar formando parte del Villarreal C. F. El 18 de junio de 2023 conquistó la Liga de Naciones, siendo elegido MVP de la final y de la competición.
Fue uno de los convocados a la Eurocopa 2024 y contribuyó a llegar a la final del campeonato ante Inglaterra 12 años después. En este partido solo jugó la primera parte y, tras el triunfo de España, fue designado mejor jugador del torneo por la UEFA.

#### Participaciones en Copas del Mundo
| Mundial      | Sede  | Resultado        | Partidos | Goles |
| ------------ | ----- | ---------------- | -------- | ----- |
| Mundial 2022 | Catar | Octavos de final | 4        | 0     |

#### Participaciones en Eurocopas
| Copa          | Sede     | Resultado   | Partidos | Goles |
| ------------- | -------- | ----------- | -------- | ----- |
| Eurocopa 2020 | Europa   | Semifinales | 5        | 0     |
| Eurocopa 2024 | Alemania | Campeón     | 6        | 1     |

#### Goles internacionales
| N.º | Fecha                   | Estadio                                   | Rival    | Gol | Resultado | Competición                         |
| --- | ----------------------- | ----------------------------------------- | -------- | --- | --------- | ----------------------------------- |
| 1   | 17 de noviembre de 2020 | Estadio de La Cartuja, Sevilla, España    | Alemania | 3-0 | 6-0       | Liga de Naciones de la UEFA 2020-21 |
| 2   | 26 de marzo de 2024     | Estadio Santiago Bernabéu, Madrid, España | Brasil   | 1-0 | 3-3       | Amistoso                            |
| 3   | 26 de marzo de 2024     | Estadio Santiago Bernabéu, Madrid, España | Brasil   | 3-2 | 3-3       | Amistoso                            |
| 4   | 30 de junio de 2024     | Estadio Rhein Energie, Colonia, Alemania  | Georgia  | 1-1 | 4-1       | Eurocopa 2024                       |

## Estudios
Es graduado en Administración y Dirección de Empresas por la Universidad Jaime I, carrera que comenzó en su etapa en el Villarreal C. F. y que finalizó a distancia después de fichar por el Manchester City F. C., aunque seguía volviendo a Castellón de la Plana para examinarse.

## Estadísticas

### Clubes
Actualizado al último partido disputado el 1 de julio de 2025.
| Club                             | Div.          | Temporada     | Liga  | Liga  | Copas nacionales | Copas nacionales | Copas internacionales | Copas internacionales | Total | Total |
| Club                             | Div.          | Temporada     | Part. | Goles | Part.            | Goles            | Part.                 | Goles                 | Part. | Goles |
| -------------------------------- | ------------- | ------------- | ----- | ----- | ---------------- | ---------------- | --------------------- | --------------------- | ----- | ----- |
| Villarreal C. F. "B" · España    | 2.ª B         | 2014-15       | 7     | 0     | —                | —                | —                     | —                     | 7     | 0     |
| Villarreal C. F. "B" · España    | 2.ª B         | 2015-16       | 34    | 2     | —                | —                | —                     | —                     | 34    | 2     |
| Villarreal C. F. "B" · España    | Total club    | Total club    | 41    | 2     | 0                | 0                | 0                     | 0                     | 41    | 2     |
| Villarreal C. F. · España        | 1.ª           | 2015-16       | 3     | 0     | 3                | 0                | 0                     | 0                     | 6     | 0     |
| Villarreal C. F. · España        | 1.ª           | 2016-17       | 23    | 0     | 4                | 0                | 4                     | 1                     | 31    | 1     |
| Villarreal C. F. · España        | 1.ª           | 2017-18       | 37    | 1     | 4                | 0                | 6                     | 0                     | 47    | 1     |
| Villarreal C. F. · España        | Total club    | Total club    | 63    | 1     | 11               | 0                | 10                    | 1                     | 84    | 2     |
| Atlético de Madrid · España      | 1.ª           | 2018-19       | 34    | 3     | 4                | 0                | 9                     | 0                     | 47    | 3     |
| Atlético de Madrid · España      | Total club    | Total club    | 34    | 3     | 4                | 0                | 9                     | 0                     | 47    | 3     |
| Manchester City F. C. Inglaterra | 1.ª           | 2019-20       | 35    | 3     | 9                | 1                | 8                     | 0                     | 52    | 4     |
| Manchester City F. C. Inglaterra | 1.ª           | 2020-21       | 34    | 2     | 9                | 0                | 10                    | 0                     | 53    | 2     |
| Manchester City F. C. Inglaterra | 1.ª           | 2021-22       | 33    | 7     | 3                | 0                | 10                    | 0                     | 46    | 7     |
| Manchester City F. C. Inglaterra | 1.ª           | 2022-23       | 36    | 2     | 8                | 0                | 12                    | 2                     | 56    | 4     |
| Manchester City F. C. Inglaterra | 1.ª           | 2023-24       | 34    | 8     | 5                | 0                | 11                    | 1                     | 50    | 9     |
| Manchester City F. C. Inglaterra | 1.ª           | 2024-25       | 3     | 0     | 0                | 0                | 5                     | 0                     | 8     | 0     |
| Manchester City F. C. Inglaterra | 1.ª           | 2025-26       | 0     | 0     | 0                | 0                | 0                     | 0                     | 0     | 0     |
| Manchester City F. C. Inglaterra | Total club    | Total club    | 175   | 22    | 34               | 1                | 56                    | 3                     | 265   | 26    |
| Total carrera                    | Total carrera | Total carrera | 313   | 28    | 49               | 1                | 75                    | 4                     | 437   | 33    |
| 1. 2.                            |               |               |       |       |                  |                  |                       |                       |       |       |

### Selección
| Selección                   | Año   | Amistosos | Amistosos | Clasificación | Clasificación | Europeos | Europeos | Mundiales | Mundiales | Total | Total |
| Selección                   | Año   | Part.     | Goles     | Part.         | Goles         | Part.    | Goles    | Part.     | Goles     | Part. | Goles |
| --------------------------- | ----- | --------- | --------- | ------------- | ------------- | -------- | -------- | --------- | --------- | ----- | ----- |
| Selección sub-19 · España   | 2015  | -         | -         | -             | -             | 8        | 0        | -         | -         | 8     | 0     |
| Selección sub-19 · España   | Total | -         | -         | -             | -             | 8        | 0        | -         | -         | 8     | 0     |
| Selección sub-21 · España   | 2017  | -         | -         | -             | -             | 1        | 0        | -         | -         | 1     | 0     |
| Selección sub-21 · España   | Total | -         | -         | -             | -             | 1        | 0        | -         | -         | 1     | 0     |
| Selección absoluta · España | 2018  | 3         | 0         | 1             | 0             | -        | -        | -         | -         | 4     | 0     |
| Selección absoluta · España | 2019  | -         | -         | 7             | 0             | -        | -        | -         | -         | 7     | 0     |
| Selección absoluta · España | 2020  | 2         | 0         | 4             | 1             | -        | -        | -         | -         | 6     | 1     |
| Selección absoluta · España | 2021  | 1         | 0         | 7             | 0             | 5        | 0        | -         | -         | 13    | 0     |
| Selección absoluta · España | 2022  | 2         | 0         | 3             | 0             | -        | -        | 4         | 0         | 9     | 0     |
| Selección absoluta · España | 2023  | -         | -         | 9             | 0             | -        | -        | -         | -         | 9     | 0     |
| Selección absoluta · España | 2024  | 2         | 2         | 1             | 0             | 6        | 1        | -         | -         | 9     | 3     |
| Selección absoluta · España | Total | 10        | 2         | 32            | 1             | 11       | 1        | 4         | 0         | 57    | 4     |

## Palmarés

### Títulos nacionales
| Título           | Club                  | País       | Año  |
| ---------------- | --------------------- | ---------- | ---- |
| Community Shield | Manchester City F. C. | Inglaterra | 2019 |
| Copa de la Liga  | Manchester City F. C. | Inglaterra | 2020 |
| Copa de la Liga  | Manchester City F. C. | Inglaterra | 2021 |
| Premier League   | Manchester City F. C. | Inglaterra | 2021 |
| Premier League   | Manchester City F. C. | Inglaterra | 2022 |
| Premier League   | Manchester City F. C. | Inglaterra | 2023 |
| FA Cup           | Manchester City F. C. | Inglaterra | 2023 |
| Premier League   | Manchester City F. C. | Inglaterra | 2024 |
| Community Shield | Manchester City F. C. | Inglaterra | 2024 |

### Títulos internacionales
| Título                       | Club (*)              | Sede           | Año  |
| ---------------------------- | --------------------- | -------------- | ---- |
| Eurocopa Sub-19              | España                | Grecia         | 2015 |
| Supercopa de Europa          | Atlético de Madrid    | Tallin         | 2018 |
| Liga de Campeones de la UEFA | Manchester City F. C. | Estambul       | 2023 |
| Liga de Naciones de la UEFA  | España                | Países Bajos   | 2023 |
| Supercopa de Europa          | Manchester City F. C. | El Pireo       | 2023 |
| Mundial de Clubes            | Manchester City F. C. | Arabia Saudita | 2023 |
| Eurocopa                     | España                | Alemania       | 2024 |

(*) Incluyendo la selección.

### Distinciones individuales
| Distinción                                                         | Año  |
| ------------------------------------------------------------------ | ---- |
| Parte de los 100 mejores jugadores del mundo según The Guardian    | 2022 |
| Jugador del partido en la final de la Liga de Campeones de la UEFA | 2023 |
| Jugador de la temporada de la Liga de Campeones de la UEFA         | 2023 |
| Equipo de la temporada de la Liga de Campeones de la UEFA          | 2023 |
| Jugador del partido en la final de la Liga de Naciones de la UEFA  | 2023 |
| Jugador del torneo en la Liga de Naciones de la UEFA               | 2023 |
| Balón de Oro de la Copa Mundial de Clubes de la FIFA               | 2023 |
| Jugador del torneo en la Eurocopa                                  | 2024 |
| Balón de Oro                                                       | 2024 |